# Hans Garfwe
Hans Mårtensson Garfwe (tidigare Garff), död 13 augusti 1673 i Kaga församling, Östergötlands län, var en svensk adelsman och militär.

## Biografi
Garfwe var son till Mårten Hansson Garff och Margareta Svenska. Han var ryttare i Sverige 1608 och blev ryttmästare vid Norrlands ryttare 1612. Garfwe blev 1625 fänrik vid Östgöta kavalleriregemente och 1627 löjtnant vid nämnda regemente. År 1632 blev han ryttmästare vid Östgöta kavalleriregemente, 1633 major och 1635 överstelöjtnant. Han adlades 10 oktober 1638 till Garfwe och blev introducerad 1640 som nummer 267. År 1642 blev han förflyttad till adelsfanan och blev 1658 överstelöjtnant vid drottningens livregemente till häst. Fick överstes titel 27 februari 1671. Garfwe avled 1673 i Kaga församling och begravdes i Gerstorpsgraven i Kaga kyrka. Där även hans vapen sattes upp..
Garfwe ägde gården Olstorp i Ledbergs socken, som han köpte 1640. Han fick 10 oktober 1638 Gerstorp i Kaga socken som donation, gården reducerades sedan till mågen Harald Ridderberg.

### Familj
Garfwe gifte sig omkring 1632 med Kerstin Assersdotter (född 1615). Hon var syster till landshövdingen Nils Assersson Mannersköld. De fick tillsammans barnen Margareta Garfwe (1634–1708) som var gift med ryttmästaren Harald Ridderberg, Anna Garfwe som var gift med Nils Bröms och Gustaf Årrhane, Carin Garfwe (död 1682) som var gift med överstelöjtnanten Claes Niethoff och Maria Garfwe (död 1723) som var gift med kornetten Sven Eketrä.